# Алмаш (річка)
Алмаш( рум. Râul Almaș) — річка в Румунії, у повіті Селаж. Ліва притока Сомеш (басейн Чорного моря).

## Опис
Довжина річки 68 км, найкоротша відстань між витоком і гирлом — 21,06 км, коефіцієнт звивистості річки — 3,23.

## Розташування
Бере початок у селі Хіда повіту Селаж. Тече переважно на північний схід через село Байка і селі Турбуца впадає у річку Сомеш, ліву притоку Тиси.
Притоки: Бабіу (рум. Băbiu), Гуніага (рум. Guniaga), Мештерага (рум. Meștereaga), Берная (рум. Bernaia) (ліві); Дорогна (рум. Dorogna), Філду (рум. Fildu), Тетіш (рум. Tetiș), Сфараш (рум. Sfăraș), Бозольніку (рум. Bozolnicu) (праві).
Населені пункти вздовж берегової смуги: Ракиш, Кендря, Белан, Кекіш, Гилгеу-Алмашулуй.

## Цікаві факти
- Над річкою від витоку до гирла пролягає автошлях DN1G.[1]
- У селі Гилгеу-Алмашуй на лівому березі річки розташований ландшафтний заказник «Сад Драконів» (рум. «Gradina Zmeilor»).

## Галерея

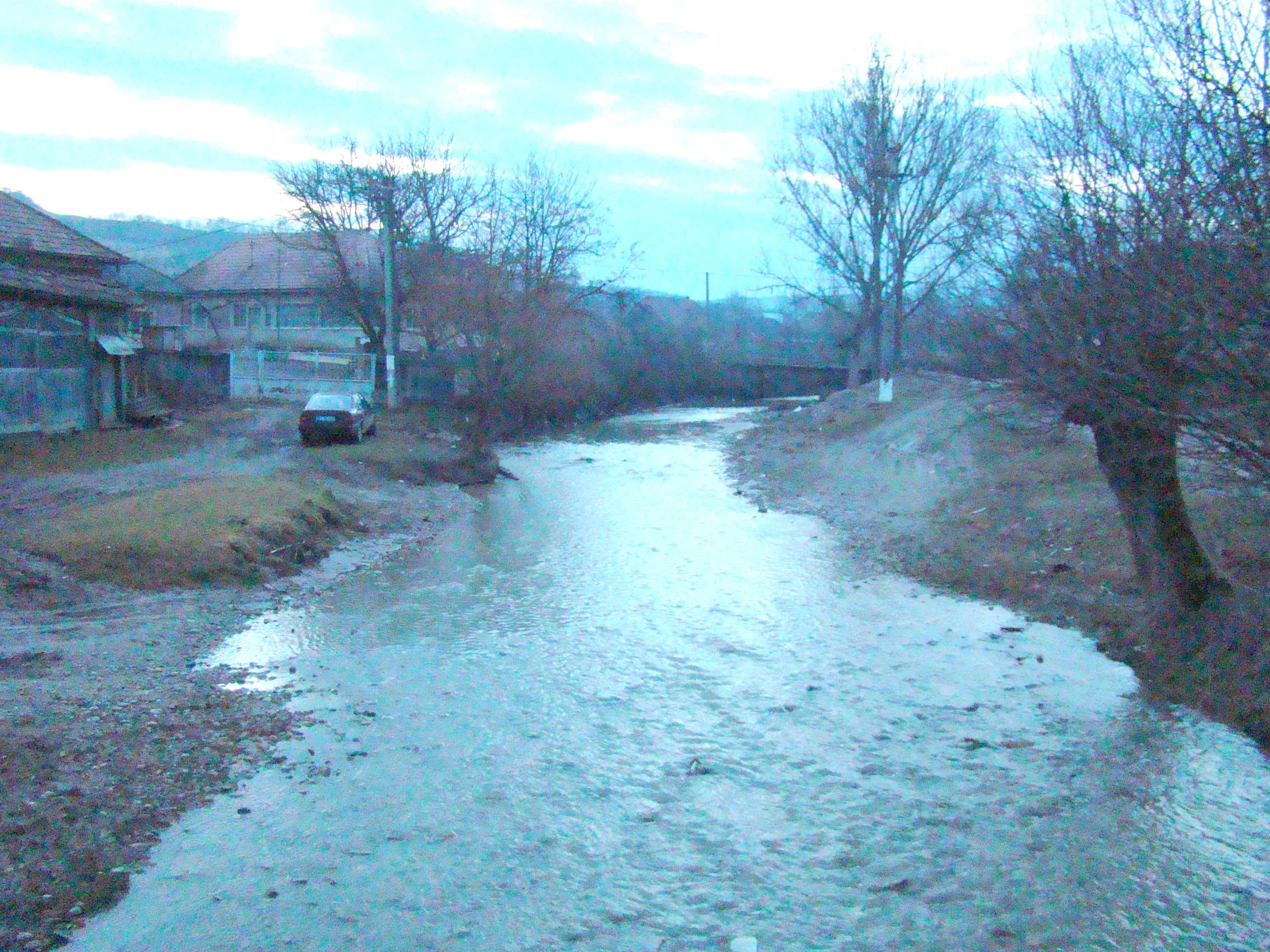
Річка Алмаш у селі Філду-де-Сус
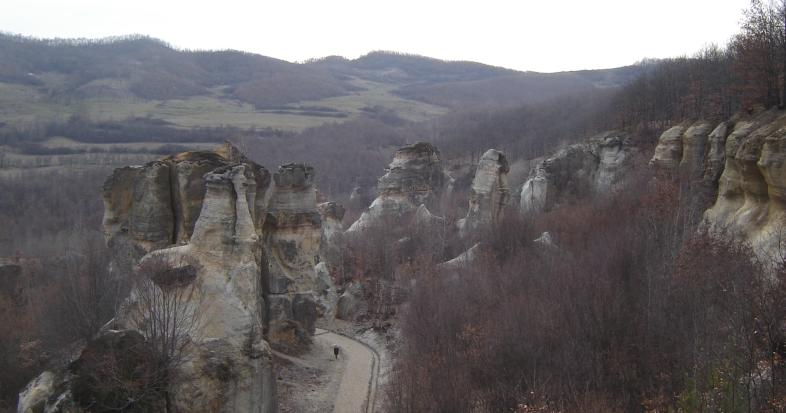
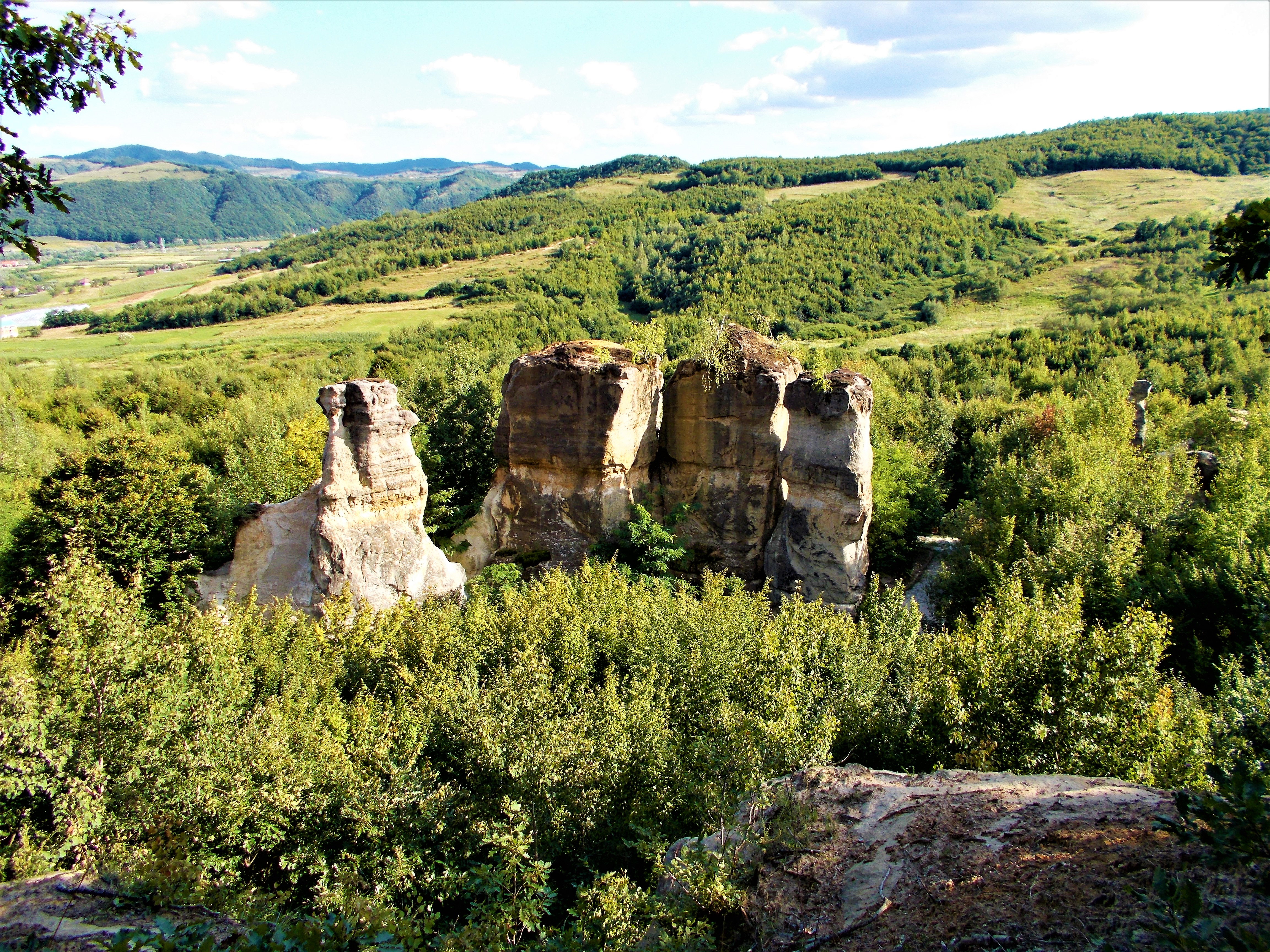
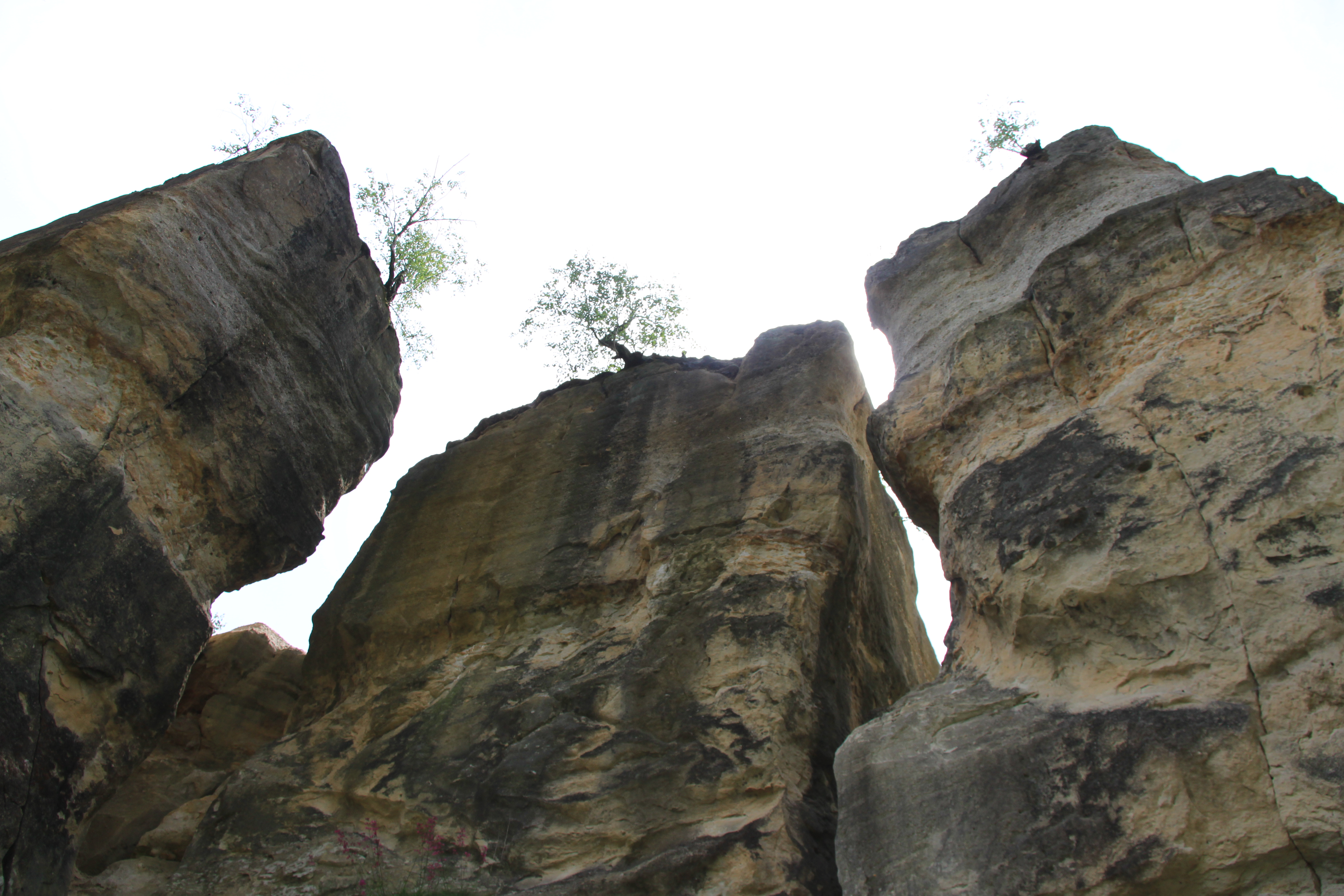